# Sunnyside (Tarrytown)
Pour les articles homonymes, voir Sunnyside.

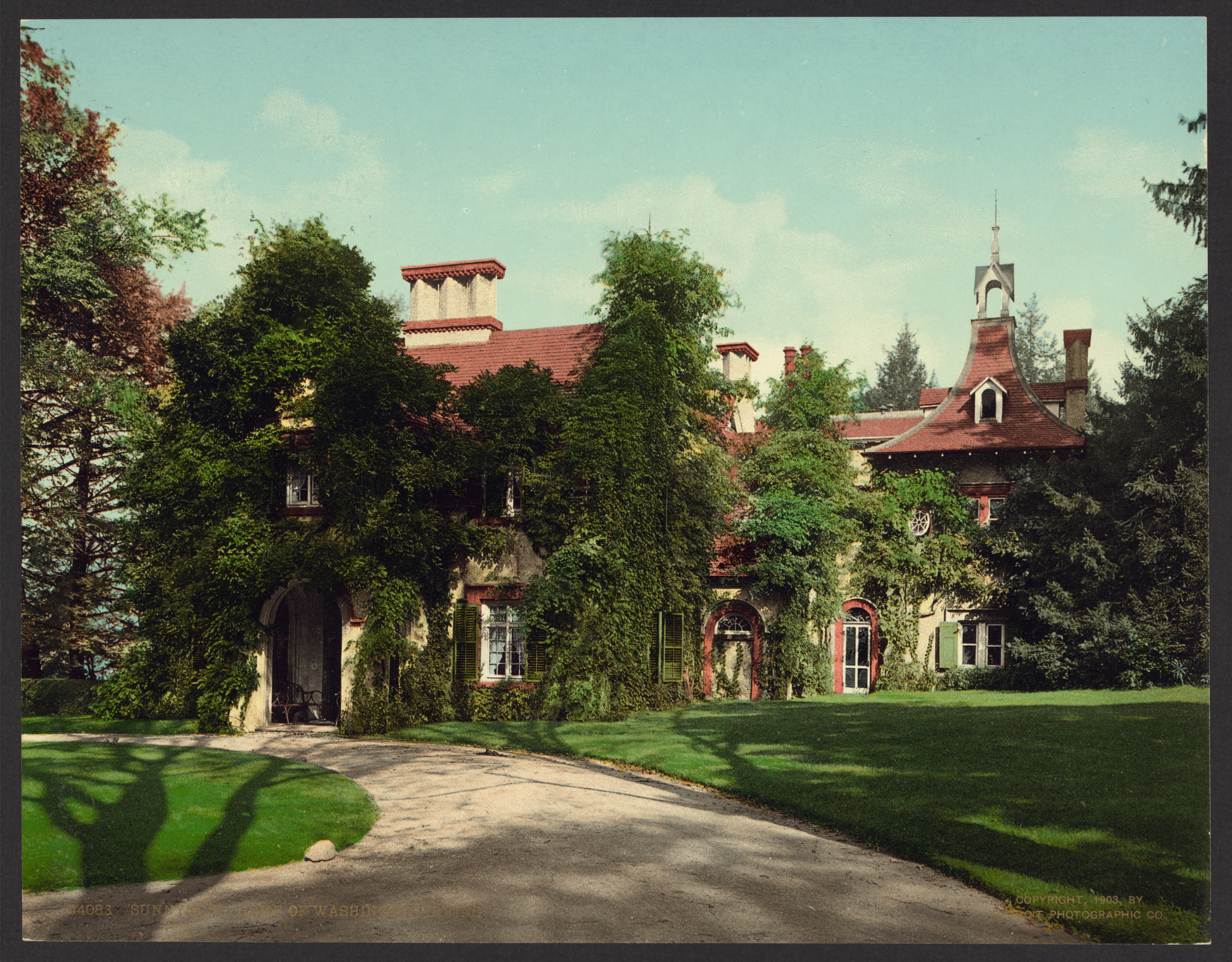
Vue de Sunnyside en 1903.

Sunnyside est une propriété de quatre hectares située au bord du fleuve Hudson près de Tarrytown dans l'État de New York aux États-Unis.
Dernière résidence du célèbre auteur Washington Irving (1783-1859), le bâtiment est de nos jours un musée financé par l'association Historic Hudson Valley, qui cherche à promouvoir la région de l'Hudson et son patrimoine.
Elle est inscrite depuis 1956 au Registre national des lieux historiques.